# M'bour
M'bour (ook geschreven als Mbour) is een stad in Senegalese regio Thiès. Het is het administratief centrum van het departement M'bour. In 2002 telde M'bour 153.503 inwoners.
M'bour ligt aan de zogenaamde Petite Côte ("kleine kust"). De stad heeft een vissershaven, de op een na belangrijkste van het land, en een vlak zandstrand dat toeristisch geëxploiteerd wordt.
De stad ligt aan de autoweg N1 op ongeveer 80 km ten zuiden van Dakar.

## Geboren
- Abdoulaye Seck (1992), voetballer
- Moussa Konaté (1993), voetballer